# 饰嘉

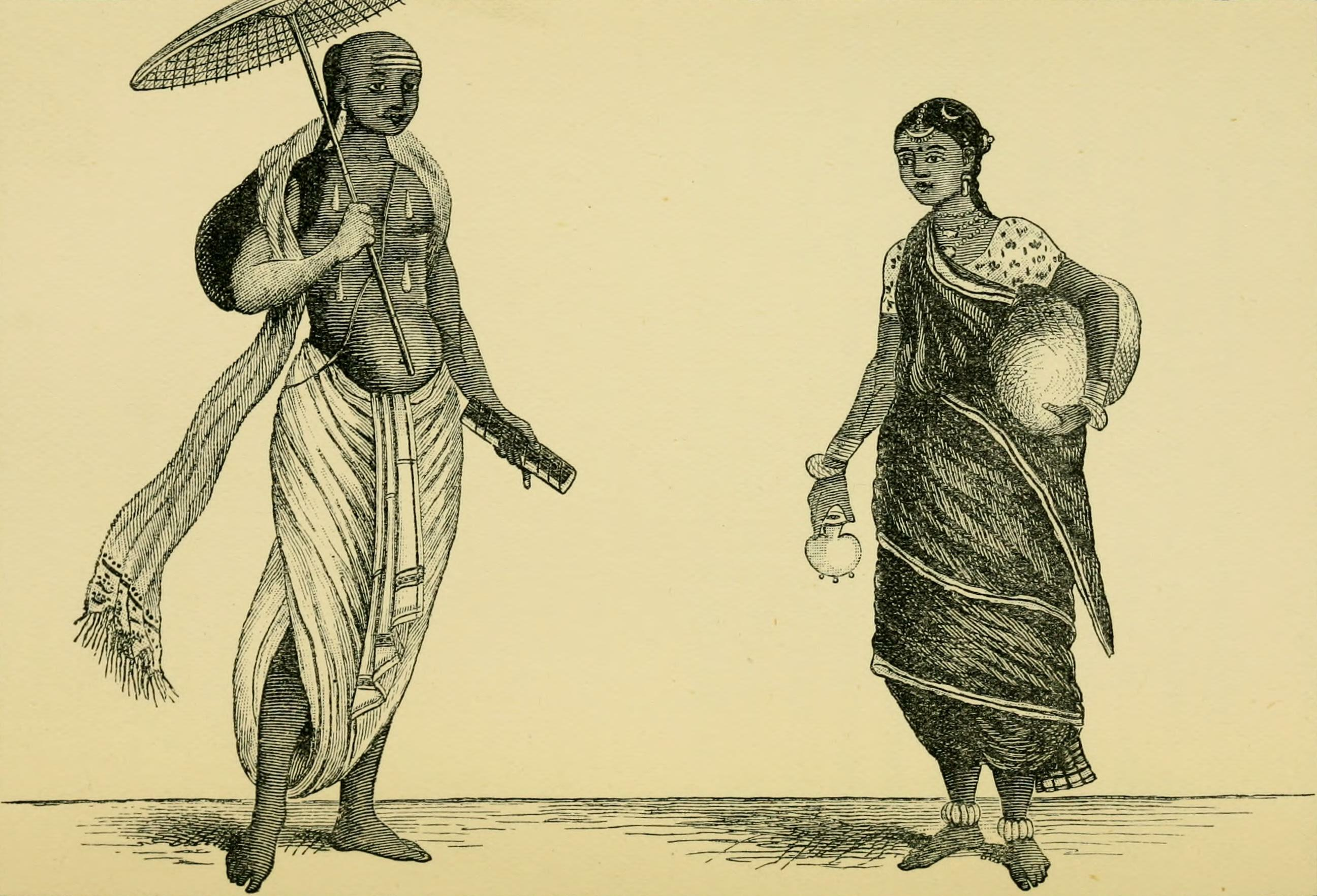
將頭髮梳成飾嘉的男性印度徒（左）

饰嘉（梵語：  ; IAST : śikhā）意为火焰、力量、光线、山峰，是印度女性常用名字，也是一种男性印度教徒的发型，即头顶或后部留一束头发其余剃光的发型。尽管传统上所有印度教徒都必须留饰嘉髮型，但现今主要出现于婆罗门和寺庙祭司中。在西孟加拉邦，它被称为 Tiki。

## 印度教
据说，饰嘉发型代表专注于精神目标和对神的奉献。它也是清洁的象征，以及个人对神的牺牲。根据 Smriti Shastras，所有印度教徒都必须保持饰嘉发型和前三个再生种姓（婆罗门、刹帝利、吠舍）佩戴神圣线（yajnopavita）。据说饰嘉允许神将人带入天堂，或者至少从这个物质世界（幻象）中带出。
圣雄甘地的自传中写到他与Swami Shraddhanand的相遇：
我们谈到宗教，他晓得我对于宗教有深沉的感情。他看见我从恒河沐浴回来，光着头，也没有穿衬衣。他看见我头上没有“饰嘉”，脖子上又没有圣环，心里很难过。他说：“你是一个有信仰的印度教徒，居然不束发，也不戴圣环，我看见了实在难过。这是印度教的两种外表的象征，每一个印度教徒都应当有的。我不戴这两样东西是有一段历史的。我在十岁的时候，看见婆罗门的孩子们将成串的钥匙，用圣环穿住，拿来游戏。我也很想能作同样的游戏。当时卡提亚华的吠舍家族还没有戴圣环的习惯。但那时正有人提倡一种运动，强迫前三等种姓的人遵守这个规矩。结果，甘地家族里便有人戴上了圣环。有一个教我们两三个小孩子《罗摩护》的婆罗门，给我们戴上了圣环。我虽然没有成串的钥匙，却也弄到了一把钥匙来玩。后来丝线坏了，我不记得我是不是很惋惜。不过我记得我没有再戴新圣环。我长大以后，在印度和南非都有人一再善意地劝我重新戴上圣环。但是没有结果。我的理由是，如果首陀罗阶级的人不能戴圣环，别的阶级的人有什么权利戴它呢？而且我也看不出我有什么正当的理由遵守我认为并不必要的风俗。我并不反对戴一条丝环，只是戴的理由不充足罢了。我是一个毗湿奴派信徒，我的脖子上当然要戴小项圈，而“饰嘉”是长辈们认为必须有的。可是我在动身赴英国前夕，把“饰嘉”剃掉了，因为我怕我光着头会被人取笑，而且我当时以为，这会在英国人眼中被当作是野蛮人。老实说，这种怯弱的心理愈来愈厉害，竟使我在南非的时候，叫我的堂弟恰干拉尔·甘地也把他由于宗教信仰而留下的“饰嘉”剃掉。我怕他留着“饰嘉”有碍他的公众工作，所以不顾他是否难过，一定要他剃掉。
饰嘉是少数跨越种姓、语言或地区障碍的印度教徒象征之一。尽管地区之间的饰嘉风格有所不同，但对所有男性来说都是强制性的。

## 过程
传统上，印度教男子幼时会在剃发仪式（Chudakarana）中剃掉所有的头发，留一绺头发在头顶（顶轮）。与大多数东方文化在成年禮剃发不同，这种青春期前留下的发束，会在一生中不断生长，尽管通常只有最虔诚的人才会一直保留这种发型。
饰嘉被系起来或打结以进行宗教仪式。只有在葬礼和忌日时，才可以解开或散开头发。蓬乱的头发被认为是不祥之兆，代表着极度悲伤或灾祸的时期。在印度教经文中，黑公主在被难降骚扰后，在俱盧的集会上发誓，她将保持蓬乱的头发，直到敌人得到适当的报复。考底利耶发誓要让他的饰嘉解开，直到他打败羞辱他的难陀国王。

## 泰米尔纳德邦和喀拉拉邦
饰嘉的泰米尔语词是 kudumi ，传统上它以两种风格表示。最常见的 Pin Kudumi 与饰嘉相同，头顶有一束打结的头发，其余的头发被剃掉。
Mun-Kudumi 是一种头发留在前面并打结到前额的风格。这种发型在南印度的一些婆罗门群体中很受欢迎，例如喀拉拉邦的Chozhiya、Dikshitar和南布迪里种姓。喀拉拉邦的著名种姓，包括奈爾和安巴拉瓦希，虽然不是婆罗门，但也有这种风格。特拉凡哥尔吠舍Vellala种姓也采用了这种前额发型。1911年9月19日的特拉凡哥尔政府公报指出：“Vellala像奈爾人一样正面发簇。”

## 马哈拉施特拉邦
饰嘉的马拉地语词是 shendi。

## 图像

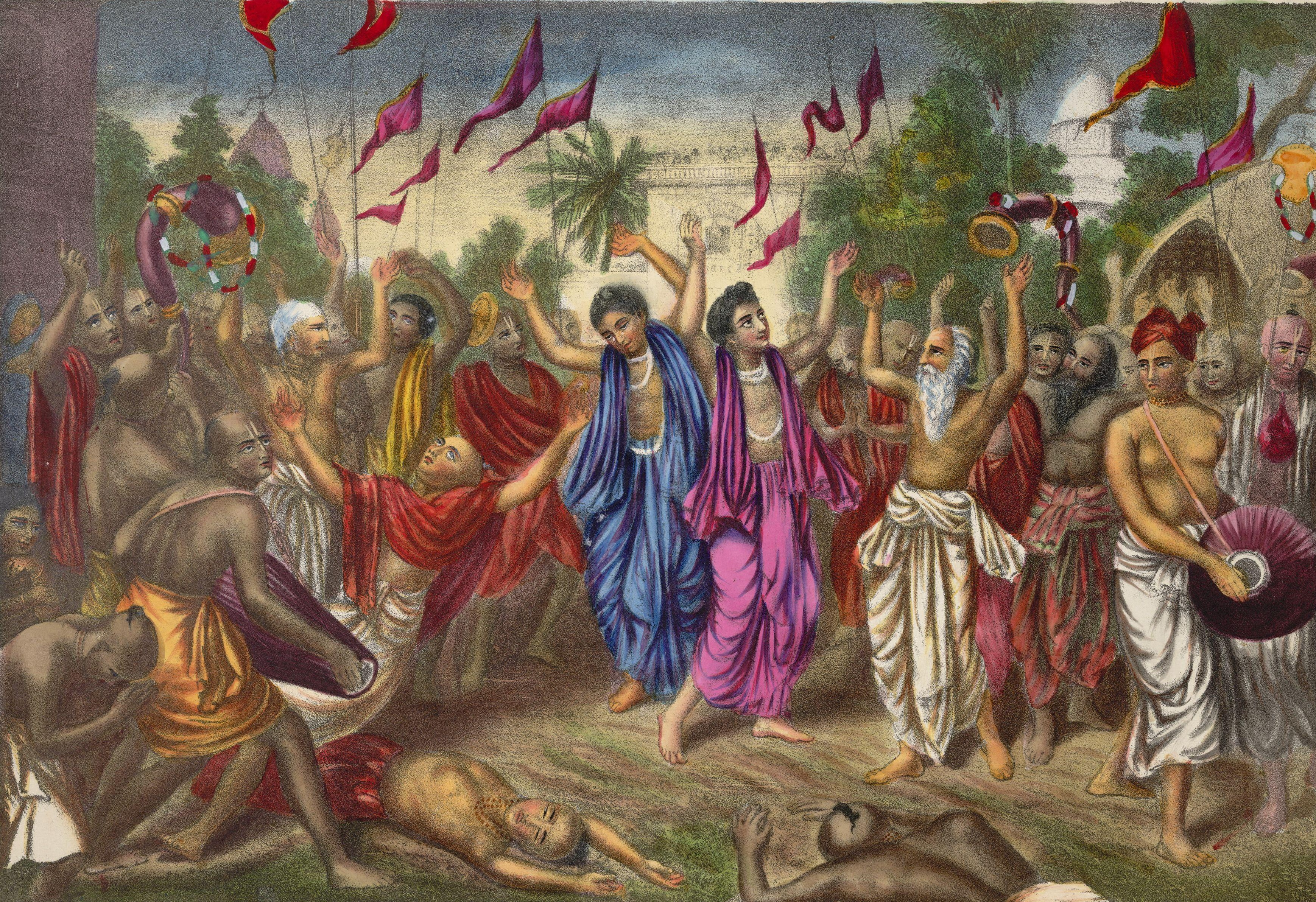
在孟加拉邦纳巴德维普的街道上，室利·柴坦尼亚·摩诃巴布正在演奏一首虔诚的歌曲《Kirtan》。追随者头上的饰嘉。
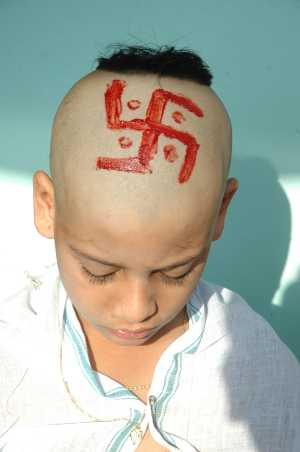
印度教儿童与饰嘉。
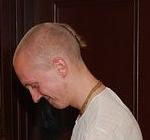
一个留有饰嘉的国际奎师那知觉协会成员。
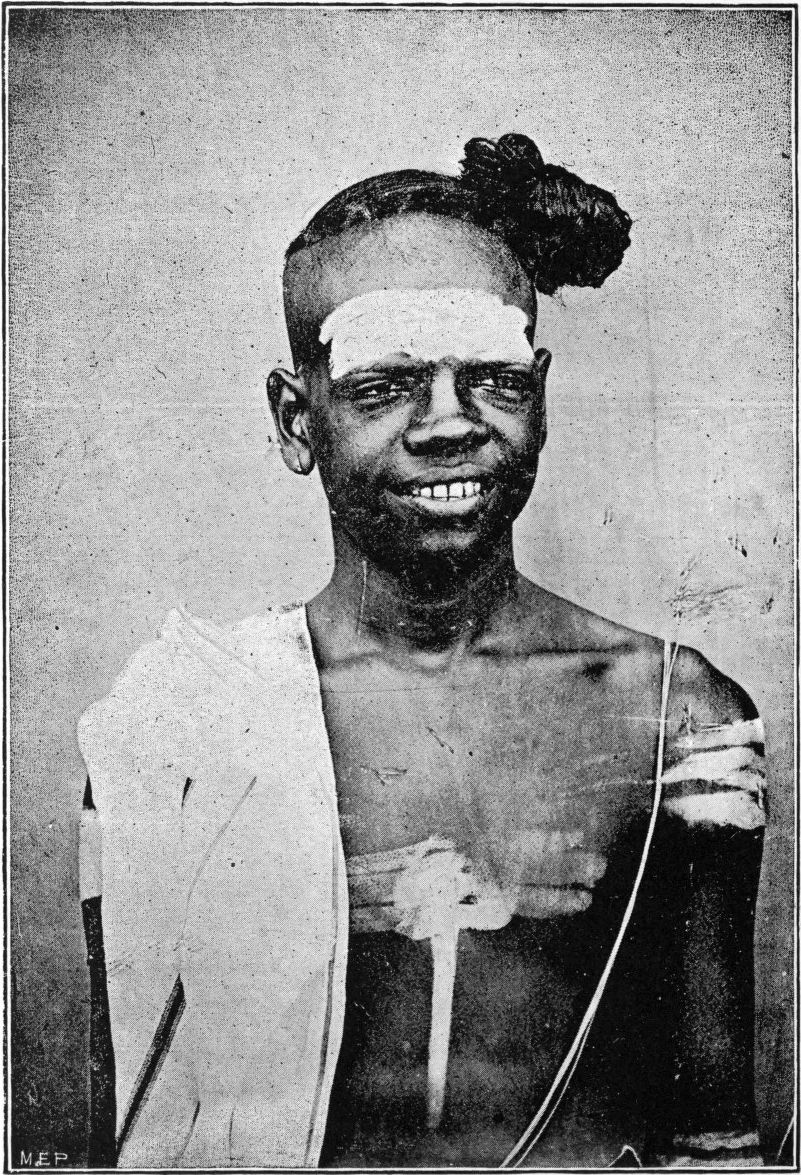
吉登伯勒姆的Dīkṣitar种姓者留着 Mun-Kudumi 发型